# 米罗斯拉夫卡 (日托米尔州)
49°56′45″N 28°27′3″E / 49.94583°N 28.45083°E
米羅斯拉夫卡（烏克蘭語：Мирославка），是烏克蘭的村落，位於該國北部日托米爾州，由別爾季切夫區負責管轄，始建於1593年，面積2.53平方公里，2001年人口973，人口密度每平方公里384.58人。